# イウダ (エルサレム主教)
エルサレム主教イウダ（ギリシア語: Ιούδας, 英語: Judah Kyriakos）は、キプロスのエピファニオス、カイサリアのエウセビオスによれば、イイスス（イエス）の兄弟イウダの曾孫であり、かつ最後のユダヤ系のエルサレム主教である。
いつから彼がエルサレム主教に着座したかは不明であるが、バル・コクバの乱（132年 - 136年）の際には生きていたとされる。イウダの後に、カイサリア府主教により、マルコがアエリア・カピトリーナ主教に135年に叙聖されている。